# Wierzbowo (osada leśna w województwie mazowieckim)
Wierzbowo – osada leśna w Polsce, położona w województwie mazowieckim, w powiecie ciechanowskim, w gminie Opinogóra Górna.